# 최이현
최이현은 대한민국의 텔레비전 드라마 연출감독이다.

## 영화
- 2024년 영화 《장인과 사위》 ... 각색 & 감독